# Eysturoyartunnilin
L'Eysturoyartunnilin (en català "túnel d'Eysturoy", conegut anteriorment amb el nom de Skálafjarðartunnilin) és un túnel submarí, el més llarg de les illes Fèroe. Passa per sota de l'estret Tangafjørður, i connecta l'illa de Streymoy amb l'illa d'Eysturoy. En el seu exterm nord, l'Eysturoyartunnilin també creua la part sud del fiord Skálafjørður, on connecta les ciutats de Runavík (a la banda oriental del fiord) i Strendur (a la banda occidental). Aquest túnel inclou la primera rotonda submarina del món.
És el projecte d'infraestructura més gran fet mai a les Illes Fèroe. En total el túnel submarí, que té tres ramals, fa 11,24 km de longitud (inclosa la llargada de la rotonda). Es va estimar que els costos de construcció rondarien els mil milions de DKK.
A la rotonda hi ha obres d'art, com ara grans escultures i efectes de llum. El túnel es va obrir al trànsit el 19 de desembre de 2020.

## Història
La idea de la construcció de l’Eysturoyartunnilin va sorgir durant la construcció del Vágatunnilin i el Norðoyatunnilin, inaugurats el 2002 i el 2006 respectivament, la qual anunciava una nova visió del transport intern i el desenvolupament regional feroès. El 2006 es va fundar l'empresa privada P / F Skálafjarðartunnilin per construir aquest túnel. A causa de la crisi financera, els grups d'interès van trigar diversos anys a materialitzar-ne els plans i obtenir suport polític.
El túnel es va incloure al pla nacional de mobilitat del 2012, quan va abandonar el nom de Skálafjarðartunnilin per a passar a anomenar-se definitivament Eysturoyartunnilin. El juny de 2013, es va crear una altra empresa privada, la P / F Eysturoyartunnilin, amb la finalitat d’aconseguir un acord entre el govern nacional de les Fèroe, la companyia d’assegurances feroesa LÍV i els propietaris danesos de la Copenhagen Infrastructure Partners (CIP). La CIP va fer gestions secretes amb el ministre de Transports feroès, Kári P. Højgaard, que va haver de dimitir a principis de setembre de 2013 quan va aparèixer la notícia. Aquest escàndol va provocar una crisi política a les Fèroe que va culminar el 2015, després dels resultats d’una investigació oficial, amb la convocatòria d'eleccions anticipades per part del gabinet de Kaj Leo Johannesen. Tant la P / F Skálafjarðartunnilin com la P / F Eysturoyartunnilin es van liquidar el 2015, després d’uns dos anys d’inactivitat.

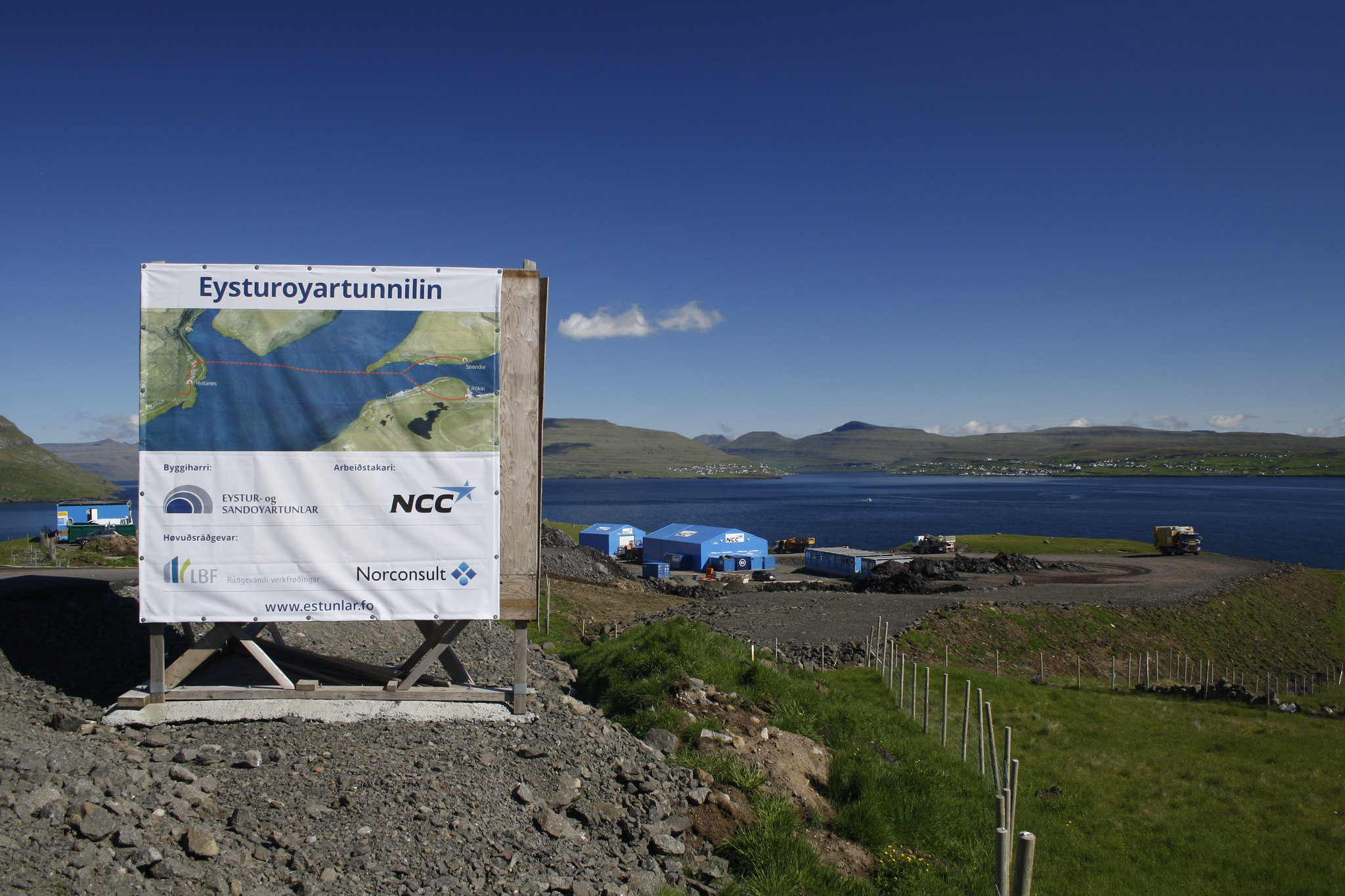
Eysturoyartunnilin en construcció a Hvítanes, amb vistes a l'estret de Tangafjørður i Eysturoy, juny de 2017.

Mentrestant, després de la crisi política del 2013, una comissió especial va redactar una proposta de solució pública en lloc de privada. Aquesta proposta va rebre el suport de totes les parts i va conduir el 2014 a l'establiment d'una empresa pública anomenada P / F Eystur- Sandoyartunlar (abreujat EStunlar o EST). Aquesta empresa, propietat totalment del Ministeri de Transports, va construir i ara posseeix i gestiona tant l’Eysturoyartunnil com el Sandoyartunnil (aquest encara en construcció el 2021). L'empresa sueca NCC va ser la contractada per a dur a terme les obres de construcció dels dos túnels.
L’acoblament financer (subvenció creuada) entre els dos túnels és necessària, ja que no s'espera que el Sandoyartunnilin generi una quantitat suficient d'ingressos per recuperar la seva pròpia inversió només amb els seus propis peatges, mentre que l’Eysturoyartunnilin tindrà una capacitat excedentària. Com a resultat, els peatges de l’Eysturoyartunnilin no disminuiran a mesura que augmentin les xifres de trànsit (inelasticitat del preu). Fins que no s'hagin recuperat les inversions en construcció per als dos túnels, no començaran a disminuir els preus dels seus peatges. Això en el Vágatunnilin i el Norðoyatunnilin no passa, ja que el seu preu ha anat baixant gradualment amb el pas del temps. Una altra diferència de l'Eysturoyartunnilin amb aquests altres túnels es que no substitueix cap ruta de ferri, de manera que no es poden comparar els peatges amb els preus dels bitllets de ferri.

### Construcció
El 8 de novembre de 2016 es va signar un acord amb la constructora escandinava NCC per construir el túnel Eysturoy i el túnel Sandoy. El contracte per als dos túnels va ser de 2.073 milions de DKK, mentre que el cost global per als dos túnels s'estima en uns 2.600 milions de DKK.
La perforació del túnel va començar el 21 de febrer des del costat Strendur i el 27 d’abril del 2017 des del costat Hvítanes. L'equip de Strendur va arribar a la secció de la rotonda submarina el 4 de desembre de 2017, moment en què s'havien excavat 3.059 metres des de les dues bandes combinades. Amb el primer tram i la rotonda completats, va començar per un costat la perforació des de la rotonda cap a l'equip que treballava des de Hvítanes (que es van trobar sota l’aigua el 7 de juny de 2019) i per l'altra la perforació des de rotonda del ramal que porta a Runavík i que té la boca a Saltnes. La darrera explosió es va fer el 7 de juny de 2019, després de la qual van caldre diversos mesos per asfaltar, cablejar, preparar instal·lacions d’emergència i senyalitzar. Mentrestant, la NCC va traslladar els equips de perforació al Sandoyartunnilin, la perforació del qual va començar el 27 de juny de 2019.

### Obertura
Tot i que la data prevista d’obertura era l’1 de desembre de 2020, a causa de retards tècnics i del COVID-19, es va ajornar fins al 19 de desembre de 2020. Aquell dia feia 18 anys i 9 dies de l’obertura del primer túnel submarí a les Illes Fèroe, el Vágatunnilin, que connectava Tórshavn amb l'aeroport de Vágar. Per a l'Eysturoyartunnilin hi va haver una cerimònia amb discursos i música abans de l'obertura del túnel, que va ser transmesa en directe per la televisió feroesa KVF. Els vehicles d’emergència s'havien autoritzat a utilitzar el túnel uns mesos abans de l’obertura.

## Especificacions

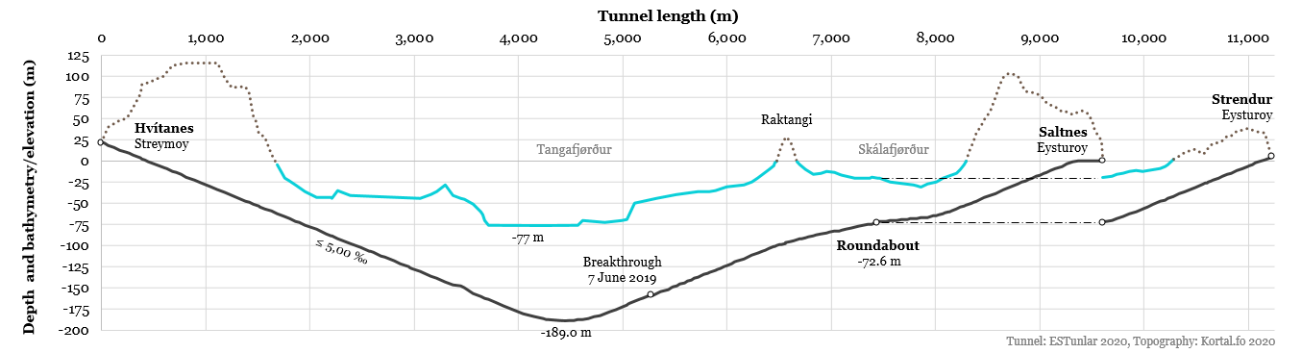
Diagrama de profunditat de l'Eysturoyartunnilin.

L'Eysturoyartunnilin és un túnel submarí d'un carril per sentit, que té tres tubs que es troben en una rotonda submarina a 72,6 metres per sota de la superfície del fiord de Skálafjørður.
Per la part de l'illa d'Eysturoy el túnel té una longitud de 2.153 metres des de l'entrada de Rókini a Saltnes fins a la rotonda, mentre que la distància de Sjógv a Strendur fins a la rotonda és de 1.625 metres.
El ramal principal que va de Tórshavn a la rotonda fa 7.460 metres de llarg i te la boca al costat del poble de Hvítanes. Això es tradueix en una longitud total de 11.238 metres, convertint-lo actualment en el segon túnel de carretera submarí més llarg del món, només superat pel túnel de Ryfast a Stavanger, Noruega. La rotonda és la primera rotonda submarina del món.
Per tal d'augmentar la seguretat, cap pendent del recorregut del túnel supera el cinc per cent de desnivell, i el punt més baix es troba a 189 metres per sota de la superfície de l'aigua.

## Impacte

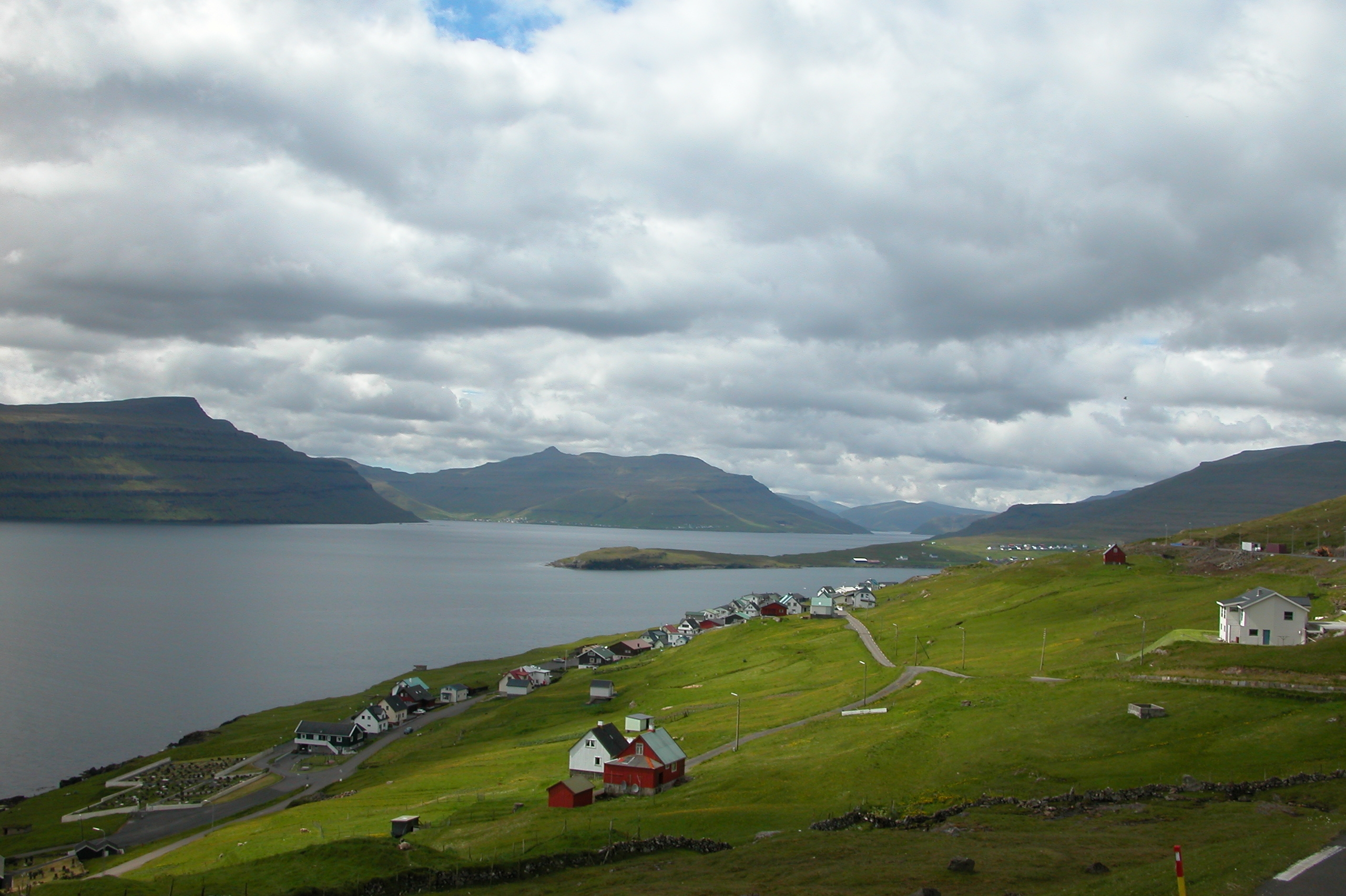
El Skálafjørður (a la dreta) quan s'uneix al Tangafjørður, per sota dels quals hi passa l'Eysturoyartunnilin.

El túnel va reduir significativament els temps de viatge fins a la capital, ja que va escurçar la distància de viatge de Tórshavn a Runavík / Strendur de 55 quilòmetres a 34 quilòmetres. Els 64 minuts amb cotxe que es trigaven abans avui s'han reduït a 16 minuts. El trajecte de Tórshavn a Klaksvík, segona ciutat de les Fèroe, es va reduir de 68 a 36 minuts. De manera similar als impactes dels dos túnels submarins existents, s'espera que la intensificació del trànsit, la interacció i la integració regional sigui el resultat de l’augment de l’accessibilitat, tant a escala local, regional com nacional. Al costat del túnel d'Eysturoy, els preus de les cases van augmentar un 31% entre 2019 i 2020 i s'han duplicat entre 2015 i 2020.
L'empresa de transport Strandfaraskip Landsins va canviar la seva xarxa de línies d'autobús en resposta a l'obertura del túnel. La ruta 400 que connecta Klaksvík amb Tórshavn va deixar la seva antiga ruta per Sundalagið. En lloc d'això, circula principalment per Runavík estalviant uns 25 minuts per viatge, fan una parada addicional a Strendur. S'ha establert una nova ruta 450 per connectar Sundalagið amb els llocs de transferència de Kollafjørður (Effo) i Søldarfjørður, d'on hi ha connexions a Tórshavn i Klaksvík respectivament. La ruta 440 Strendur-Toftir continua utilitzant la ruta al voltant de Skálafjørður i no fa ús del túnel.
El govern nacional i el municipi de Runavik van acordar la construcció d’una circumval·lació entre la boca del túnel i els límits de la població de Glyvrar, per tal d’alleujar el trànsit creixent pels carrers del poble un cop obert el túnel. Aquesta carretera, anomenada Fjøruvegurin (carretera de la costa), resseguirà la costa. [31] Una proposta d’autopista entre Hvítanes i Tórshavn, la Innkomuvegurin, el desembre de 2020 encara no estava resolt.

## Art al túnel
La rotonda està equipada amb obres d'art de metall de l'artista feroès Tróndur Patursson, així com amb efectes d'il·luminació. L’obra és una peça de 80 metres feta a mida per al túnel, amb una combinació de siluetes humanes i efectes de llum. Es deixarà que les plaques metàl·liques s'oxidin i canviïn de color. El Norðoyatunnilin, que es va inaugurar el 2006, també inclou l'arts lleugeres de Patursson. Cada boca del túnel presenta una seqüència de formigó independent i arcs il·luminats, com a punts de referència.